# 霍利斯頓 (麻薩諸塞州)
霍利斯頓（英語：Holliston）是一個位於美國麻薩諸塞州米德爾塞克斯縣的鎮。

## 人口
根據2020年美國人口普查的數據，霍利斯頓的面積為49.30平方千米，當中陸地面積為48.50平方千米，而水域面積為0.80平方千米。當地共有人口14996人，而人口密度為每平方千米304人。